# بباکونی سود
بباکونی سود (به لاتین: Bebakony Sud) یک منطقهٔ مسکونی در ماداگاسکار است که در ماینتریناوو واقع شده‌است. بباکونی سود ۷٬۰۰۰ نفر جمعیت دارد و ۴۹ متر بالاتر از سطح دریا واقع شده‌است.